# Brian Nash (musicien)
 (janvier 2016).
Si vous disposez d'ouvrages ou d'articles de référence ou si vous connaissez des sites web de qualité traitant du thème abordé ici, merci de compléter l'article en donnant les références utiles à sa vérifiabilité et en les liant à la section « Notes et références ».
Pour les articles homonymes, voir Brian Nash.
Brian Nash est un guitariste britannique né le 20 mai 1963 à Liverpool.

## Historique
Il est alors électricien quand il forme, avec Peter Gill et Holly Johnson, le groupe Sons and Egypt.
En 1982  Peter Gill et Holly Johnson quittent ce groupe pour former Frankie Goes to Hollywood. Brian Nash les rejoint et devient le guitariste de FGTH.
Il fait ensuite une carrière solo et sort un album en 1999, 2002 puis 2010. Entre-temps en 2005 il refuse de participer à la reformation de FGTH  à l'occasion du Prince's Trust Concert si Holly Johnson n'accepte pas lui aussi ; finalement, il donnera son accord.
En 2009, il fait une reprise de You'll Never Walk Alone.